# Eleições estaduais na Bahia em 1954
As eleições estaduais na Bahia em 1954 ocorreram em 3 de outubro como parte das eleições gerais no Distrito Federal, em 20 estados e nos territórios federais do Acre, Amapá, Rondônia e Roraima. Na Bahia foram escolhidos o governador Antônio Balbino, os senadores Juracy Magalhães e Lima Teixeira, 27 deputados federais e 60 deputados estaduais.
Nascido em Barreiras, o governador Antônio Balbino diplomou-se advogado pela Universidade Federal do Rio de Janeiro com especialização na França. [Jornalista e professor, trabalhou em A Noite e foi eleito deputado estadual em 1934, exercendo seu mandato até o Estado Novo. Professor da Universidade Federal da Bahia, foi membro do Conselho Estadual de Educação e do Conselho Federal de Educação. Filiou-se ao PPS em 1945 e nele ficou até que o presidente Eurico Gaspar Dutra o convenceu a mudar para o PSD. Nesta legenda foi eleito deputado estadual em 1947 e deputado federal em 1950, mas após o partido escolher Pedro Calmon como seu candidato a governador,  migrou para o PTB e venceu as eleições com o apoio da UDN de Juracy Magalhães.
Juracy Magalhães foi eleito senador com o maior número de votos. Cearense de Fortaleza, ingressou no 23º Batalhão de Caçadores e a seguir transferiu-se para a Escola Militar do Realengo. Partidário do Tenentismo e da Revolução de 1930, foi nomeado interventor na Bahia no ano seguinte e em 1935 foi eleito governador por via indireta, mas deixou o cargo no dia da implantação do Estado Novo. De volta ao Exército Brasileiro, esteve no Recife e no Rio de Janeiro e à época da Segunda Guerra Mundial fez um curso no Fort Leavenworth nos Estados Unidos. Eleito deputado federal via UDN em 1945, perdeu o governo em 1950 para Régis Pacheco.
A segunda vaga no Senado foi entregue ao advogado Lima Teixeira. Baiano de Santo Amaro e formado na Universidade Federal da Bahia, foi promotor público e prestou serviços na esfera da Justiça do Trabalho. Eleito deputado federal em 1934, perdeu o mandato graças ao Estado Novo. Com a redemocratização foi eleito deputado estadual pelo PTB em 1947 e 1950, presidiu a Assembleia Legislativa da Bahia e nessa condição foi o substituto constitucional do governador Régis Pacheco.

## Resultado da eleição para governador
Foram apurados 652.337 votos nominais, 17.367 votos em branco (2,56%) e 9.903 votos nulos (1,46%) totalizando 679.607 eleitores.
| Candidatos a governador do estado | Candidatos a vice-governador | Número | Coligação     | Votação | Percentual |
| --------------------------------- | ---------------------------- | ------ | ------------- | ------- | ---------- |
| Antônio Balbino PTB               | Não havia PTB                | -      | PTB, UDN, PST | 354.197 | 54,30%     |
| Pedro Calmon PSD                  | Não havia PSD                | -      | PSD, PDC, PSB | 298.140 | 45,70%     |

## Resultado da eleição para senador
Para as duas cadeiras em disputa foram apurados 1.097.169 votos nominais, 243.630 votos em branco (17,92%) e 18.415 votos nulos (1,35%), totalizando 1.359.214 eleitores.
| Candidatos a senador da República | Candidatos a suplente de senador | Número | Coligação           | Votação | Percentual |
| --------------------------------- | -------------------------------- | ------ | ------------------- | ------- | ---------- |
| Juracy Magalhães UDN              | Ovídio Teixeira UDN              | -      | PTB, UDN, PST       | 363.226 | 33,11%     |
| Lima Teixeira PTB                 | Osvaldo Paiva PTB                | -      | PTB, UDN, PST       | 299.110 | 27,26%     |
| Simões Filho PL                   | Jaime Ayres PL                   | -      | PL, PDC             | 179.543 | 16,36%     |
| Hélio Cabal PR                    | Ivo de Soveral PR                | -      | PR (sem coligação)  | 134.110 | 12,22%     |
| Pinto Aleixo PSD                  | Luís Barreto Filho PSD           | -      | PSD (sem coligação) | 121.180 | 11,05%     |

## Deputados federais eleitos
São relacionados os candidatos eleitos com informações complementares da Câmara dos Deputados.

Representação eleita
  PSD: 7
  UDN: 7
  PR: 5
  PTB: 5
  PL: 2
  PDC: 1

| Deputados federais eleitos | Partido | Votação | Percentual | Cidade onde nasceu | Unidade federativa |
| Manoel Novaes              | PR      | 32.332  |            | Floresta           | Pernambuco         |
| Laurindo Régis             | PSD     | 28.273  |            | Mata de São João   | Bahia              |
| Hildebrando de Góis        | PR      | 25.839  |            | Senhor do Bonfim   | Bahia              |
| Eduardo Catalão            | PTB     | 22.349  |            | Ilhéus             | Bahia              |
| Lafaiete Coutinho          | UDN     | 22.241  |            | João Pessoa        | Paraíba            |
| Oliveira Brito             | PSD     | 20.183  |            | Ribeira do Pombal  | Bahia              |
| Eunápio de Queiroz         | PSD     | 19.575  |            | Valença            | Bahia              |
| Luís Viana Filho           | PL      | 18.139  |            | Paris              | França             |
| Otávio Mangabeira          | UDN     | 17.527  |            | Salvador           | Bahia              |
| Vieira de Melo             | PSD     | 17.196  |            | Barreiras          | Bahia              |
| Augusto Públio             | PSD     | 16.373  |            | Cachoeira          | Bahia              |
| Alaim Melo                 | PTB     | 16.258  |            | Guaratinguetá      | São Paulo          |
| Aloysio de Castro          | PSD     | 15.913  |            | Salvador           | Bahia              |
| Nonato Marques             | PSD     | 15.557  |            | Queimadas          | Bahia              |
| Dantas Junior              | UDN     | 15.500  |            | Salvador           | Bahia              |
| Nestor Duarte              | PL      | 14.429  |            | Caetité            | Bahia              |
| Nita Costa                 | PTB     | 14.258  |            | Feira de Santana   | Bahia              |
| Carlos Albuquerque         | PR      | 14.214  |            | [ nota 8 ]         | [ nota 8 ]         |
| Aliomar Baleeiro           | UDN     | 13.840  |            | Salvador           | Bahia              |
| Rômulo de Almeida          | PTB     | 13.179  |            | Salvador           | Bahia              |
| Rui Santos                 | UDN     | 12.888  |            | Casa Nova          | Bahia              |
| Raimundo Brito             | PTB     | 12.264  |            | Salvador           | Bahia              |
| Augusto Viana              | PR      | 11.282  |            | Salvador           | Bahia              |
| Rafael Cincurá             | UDN     | 9.748   |            | Itaberaba          | Bahia              |
| Oscar de Luna Freire       | PDC     | 9.028   |            | Juazeiro           | Bahia              |
| José Guimarães             | PR      | 8.915   |            | Salvador           | Bahia              |
| Vasco Filho                | UDN     | 7.863   |            | Pitangui           | Minas Gerais       |

## Deputados estaduais eleitos
Estavam em jogo 60 cadeiras na Assembleia Legislativa da Bahia.

Representação eleita
  PSD: 16
  UDN: 11
  PR: 9
  PTB: 8
  PL: 5
  PDC: 3
  PSP: 3
  PST: 2
  PRP: 2
  PSB: 1

Fonteː
| Deputados estaduais eleitos   | Partido | Votação | Percentual | Cidade onde nasceu     | Unidade federativa |
| Antônio Brito da Silva        | PSD     | 9.007   |            | Ribeira do Amparo      | Bahia              |
| Osvaldo Ribeiro de Oliveira   | PSD     | 8.746   |            | São Gonçalo dos Campos | Bahia              |
| Francisco Batista Neves Filho | PSD     | 8.476   |            | Caetité                | Bahia              |
| Oscar Cardoso da Silva        | UDN     | 8.425   |            | Uauá                   | Bahia              |
| João Borges de Figueiredo     | PL      | 8.036   |            | Macaúbas               | Bahia              |
| Hélio Vitor Ramos             | PR      | 7.860   |            | Recife                 | Pernambuco         |
| Osmário Cavalcanti Batista    | UDN     | 7.675   |            | Esplanada              | Bahia              |
| Flaviano Osório Pimentel      | PSD     | 7.465   |            | Itaparica              | Bahia              |
| Lomanto Júnior                | PL      | 7.347   |            | Jequié                 | Bahia              |
| Cícero Dantas Martins         | UDN     | 7.318   |            | Jeremoabo              | Bahia              |
| Waldir Pires                  | PTB     | 7.162   |            | Acajutiba              | Bahia              |
| José Nestor de Paiva Lima     | PSB     | 7.149   |            | Campo Formoso          | Bahia              |
| Josafá Paranhos de Azevedo    | UDN     | 6.481   |            | Alagoinhas             | Bahia              |
| Nelson David Ribeiro          | PRP     | 6.468   |            | Camamu                 | Bahia              |
| Rubem Rodrigues Nogueira      | PRP     | 6.217   |            | Serrinha               | Bahia              |
| José Moreira Caldas           | PL      | 6.023   |            | Itapicuru              | Bahia              |
| Carlos Aníbal Correia         | PTB     | 5.907   |            | Cachoeira              | Bahia              |
| Aluísio da Costa Short        | UDN     | 5.755   |            | Salvador               | Bahia              |
| Clemens Vaz Sampaio           | PTB     | 5.754   |            | Amargosa               | Bahia              |
| Antônio da Silva Fernandes    | PSD     | 5.739   |            | Caculé                 | Bahia              |
| João de Carvalho Sá           | PSD     | 5.573   |            | Jeremoabo              | Bahia              |
| Francisco Rocha Pires         | PR      | 5.520   |            | Jacobina               | Bahia              |
| João Bião de Cerqueira        | PSD     | 5.422   |            | São Francisco do Conde | Bahia              |
| Nathan Coutinho               | UDN     | 5.350   |            | Valença                | Bahia              |
| Elziro Borja de Macedo        | PSP     | 5.305   |            | Itapetinga             | Bahia              |
| Tourinho Dantas               | UDN     | 5.192   |            | Salvador               | Bahia              |
| Wilson Lins                   | PR      | 5.031   |            | Pilão Arcado           | Bahia              |
| Josaphat Marinho              | PL      | 4.979   |            | Ubaíra                 | Bahia              |
| Amarílio Benjamin da Silva    | PSD     | 4.943   |            | Castro Alves           | Bahia              |
| Nelson de Souza Sampaio       | UDN     | 4.929   |            | Macajuba               | Bahia              |
| Arthur Leite da Silveira      | PSD     | 4.878   |            | Barra                  | Bahia              |
| José André Cruz               | PSD     | 4.856   |            | São Sebastião do Passé | Bahia              |
| José Marques Chagas           | PSD     | 4.736   |            | Salvador               | Bahia              |
| Otávio Augusto Drumond        | PTB     | 4.719   |            | Teixeira de Freitas    | Bahia              |
| Ladislau Azevedo Cavalcanti   | PSD     | 4.704   |            | Esplanada              | Bahia              |
| Carlos Fernando Souza Dantas  | PSD     | 4.671   |            | Feira de Santana       | Bahia              |
| Francisco Peixoto Júnior      | PSD     | 4.636   |            | Poções                 | Bahia              |
| Urbano Galvão Dhon            | PSD     | 4.599   |            | Poções                 | Bahia              |
| Oswaldo César Rios            | PSD     | 4.597   |            | Salvador               | Bahia              |
| Humberto Guedes de Araújo     | PR      | 4.468   |            | Santo Antônio de Jesus | Bahia              |
| Orlando Ferreira Spínola      | UDN     | 4.449   |            | Salvador               | Bahia              |
| Pedro Catalão                 | PTB     | 4.406   |            | Salvador               | Bahia              |
| José Medrado Vaz Santos       | PR      | 4.320   |            | Macaúbas               | Bahia              |
| José Adelmário Pinheiro       | PR      | 4.078   |            | Pojuca                 | Bahia              |
| Orlando Moscoso               | PR      | 4.047   |            | Mundo Novo             | Bahia              |
| Adenor Souza Soares           | PSP     | 4.021   |            | Feira de Santana       | Bahia              |
| Marcelino Lourenço Ribeiro    | PTB     | 3.992   |            | São João do Piauí      | Piauí              |
| Antônio Carlos Magalhães      | UDN     | 3.990   |            | Salvador               | Bahia              |
| Osvaldo de Souza Caldas       | PR      | 3.986   |            | Jaguaquara             | Bahia              |
| Américo Lisboa                | PTB     | 3.982   |            | Salvador               | Bahia              |
| Raymundo Accioly Borges       | UDN     | 3.973   |            | Porto Alegre           | Rio Grande do Sul  |
| José Almeida de Magalhães     | PSP     | 3.929   |            | Salvador               | Bahia              |
| Arnaldo Rodrigues da Silveira | PTB     | 3.959   |            | Salvador               | Bahia              |
| Francelino Gualberto da Silva | PR      | 3.952   |            | Ibicuí                 | Bahia              |
| Álvaro Peçanha Martins        | PL      | 3.880   |            | Salvador               | Bahia              |
| Reinaldo Vicente Sales        | PDC     | 3.262   |            | Barreiras              | Bahia              |
| Menandro Minahim              | PDC     | 3.157   |            | Salvador               | Bahia              |
| Luiz Paulo Athayde            | PST     | 2.891   |            | Salvador               | Bahia              |
| Oldack de Carvalho Neves      | PST     | 2.875   |            | Caculé                 | Bahia              |
| Joaquim Alves da Cruz Rios    | PDC     | 2.315   |            | Santo Amaro            | Bahia              |